# La Doctrina (Córdoba)
La Doctrina es un centro poblado del departamento de Córdoba (Colombia), bajo jurisdicción del municipio de Santa Cruz de Lorica. Se encuentra ubicado en la margen derecha del río Sinú. Cuenta con unos 1.895 habitantes aproximadamente, siendo este el más densamente poblado del municipio.

## Economía local
La fuente económica es la agricultura, la pesca la artesanía y el jornal. Actualmente la agricultura se da en menos escala ya que no cuenta con los terrenos necesarios para producir la agricultura ya que los terrateniente las han tomado para la ganadería. 
Otra que se produce menos es la artesanía ya que la materia prima es la enea y esta se encuentra muy poco, porque los humedales, que son su hábitat se están secando.

## Educación
Desde el centro poblado La Doctrina, se lideran procesos formativos relacionados con la cultura y fortalecimiento del conocimiento lingüístico y cognitivo. Muchos de los procesos son liderados por organizaciones de orden nacional como la Fundación Solidaridad por Colombia y el Ministerio de Cultura, desde el cual en conjunto con la Red Nacional de Bibliotecas Públicas se hace presente en el territorio. De manera que, desde la Biblioteca Pública de la Doctrina se fomentan y fortalecen los procesos lectoescritores y culturales de la población y por medio del Programa Nacional de Estímulos, se desarrollan productos, como lo es el libro Construyendo Historias, el cual es un compilado de breves textos narrativos que comentan la realidad de los niñas y niños de La Doctrina. Con el fin de visibilizar su visión frente a diferentes eventos, fenómenos o situaciones de la cotidianidad.